# فردریک اورپن باوئر
فردریک اورپن باوئر (به انگلیسی: Frederick Orpen Bower)(زاده ۴ نوامبر ۱۸۵۵ – درگذشته ۱۱ آوریل ۱۹۴۸) گیاه‌شناس انگلیسی بود. او در سال ۱۸۹۱ به عنوان همکار انجمن سلطنتی انتخاب شد. در سال ۱۹۰۹ مدال طلای انجمن لینه و در سال ۱۹۳۸ مدال داروین انجمن پادشاهی را دریافت کرد. او بین سالهای ۱۹۲۹ تا ۱۹۳۰ رئیس انجمن علمی بریتانیا بود.